# 645 Agrippina
645 Agrippina
645 Agrippina là một tiểu hành tinh ở vành đai chính. Nó được Joel Hastings Metcalf phát hiện ngày 13.9.1907 ở Taunton, Massachusetts (Hoa Kỳ), và được đặt theo tên Agrippina, một trong 2 phụ nữ quý phái thời đế quốc La Mã